# 俄罗斯水电集团
俄罗斯水电公司（RusHydro）是一家俄罗斯水电公司。截至2012年初，该公司的发电量为34.9亿瓦。是世界上第二大水力发电单位，是俄罗斯最大的发电企业，也是俄罗斯联合电力系统的最大继承者。

## 历史
该集团是一家国有企业，于2007年7月开始进行大规模整合。公司的负责人是叶夫根尼·道德。它的总部位于莫斯科西南部的奥布鲁切夫斯基区。